# Birger Federley
Carl Birger Federley (né le 17 février 1874 à Helsinki – décédé le 29 mars 1935 à Helsinki) est un architecte finlandais.

## Biographie
Federley reçoit son diplôme d’architecte de l’Institut polytechnique de Finlande en 1896. En 1898 il travaille avec Lars Sonck mais crée la même année son propre cabinet à Tampere.Dans les années 1900-1901 il est architecte municipal de Tampere. Au début des années 1900, ses conceptions sont de style art nouveau mais après la Guerre civile finlandaise il opte pour le classicisme.

## Ouvrages à Tampere
Une grande partie des ouvrages de Birger Federley sont situés à Tampere.
- Résidence d'ingénieurs de Tampella, (1899, 1912)
- Maison Palander, (1901)
- Magasin de la rue Hammareninkatu, (1901)
- Maison Tirkkonen, (1901)
- Immeuble de la banque Osakepankki, Kauppakatu 9 (1902)
- Immeuble de la caisse d'épargne, Kauppakatu 14 (1902, 1926)
- Papeterie Frenckell, Puutarhakatu 2 (1904–1920)
- Résidence De Gamlas Hem, Papinkatu 24 (1905)
- Maison des dix hommes, Hämeenkatu 27 (1907)
- Laukonlinna, Laukontori 6 (1907)
- Immeuble Laivayhtiö, Hämeenpuisto 6 (1908)
- Hôpital, Koulukatu 9 (1909)
- Pavillon du club nautique de Näsijärvi, Pajasaari (1912)
- Cinéma Scala, Hämeenkatu 24 (1914)
- Mur de pierre de Tuominen, Tuomiokirkonkatu 3 (1914)
- Immeuble de Tampereen Telefooni Oy, Hämeenkatu 26 (1914)
- Immeuble de la banque Osake-Pankki, Kauppakatu 7 (1916)
- Immeuble Bloom (fi), Hämeenkatu 20 (1916)
- Logements des travailleurs de l'usine de Lielahti, (1917, 1924)
- Maisons de Viinikka (1919)
- Bâtiments de l'usine de Lapinniemi, (1920-192l)
- Immeuble de Liljeroos, Mariankatu 35 (1923)
- Pikilinna, Aaltosenkatu 31-33 (1924)
- Immeuble de Aamulehti, Hallituskatu 14 (1926)
- Ratinanlinna, (1928)
- Église d'Aitolahti (1928)

## Autres ouvrages en Finlande
- Centrale hydroélectrique de Voikkaa (1922)

## Galerie

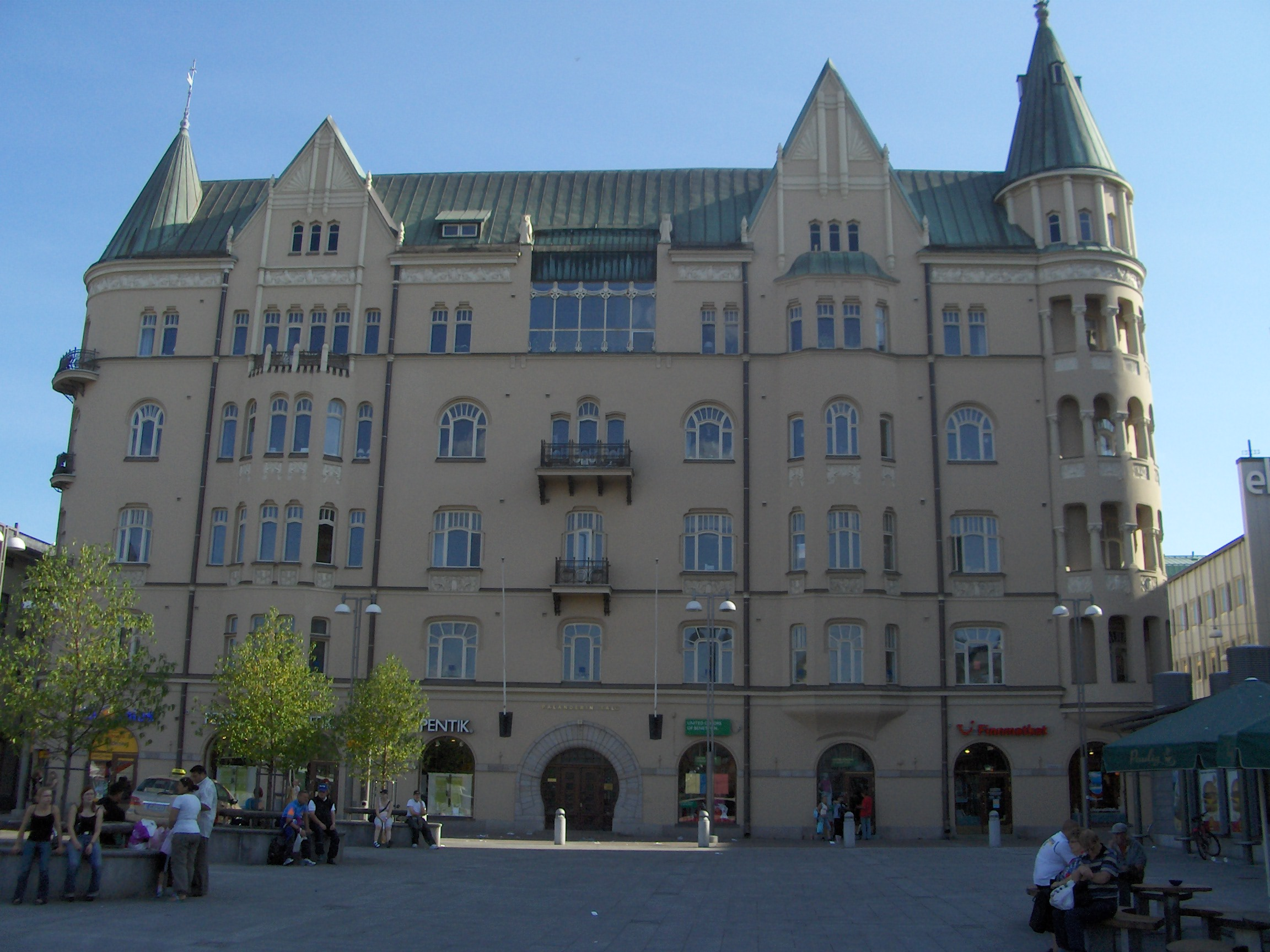
Maison Palander à Tampere.
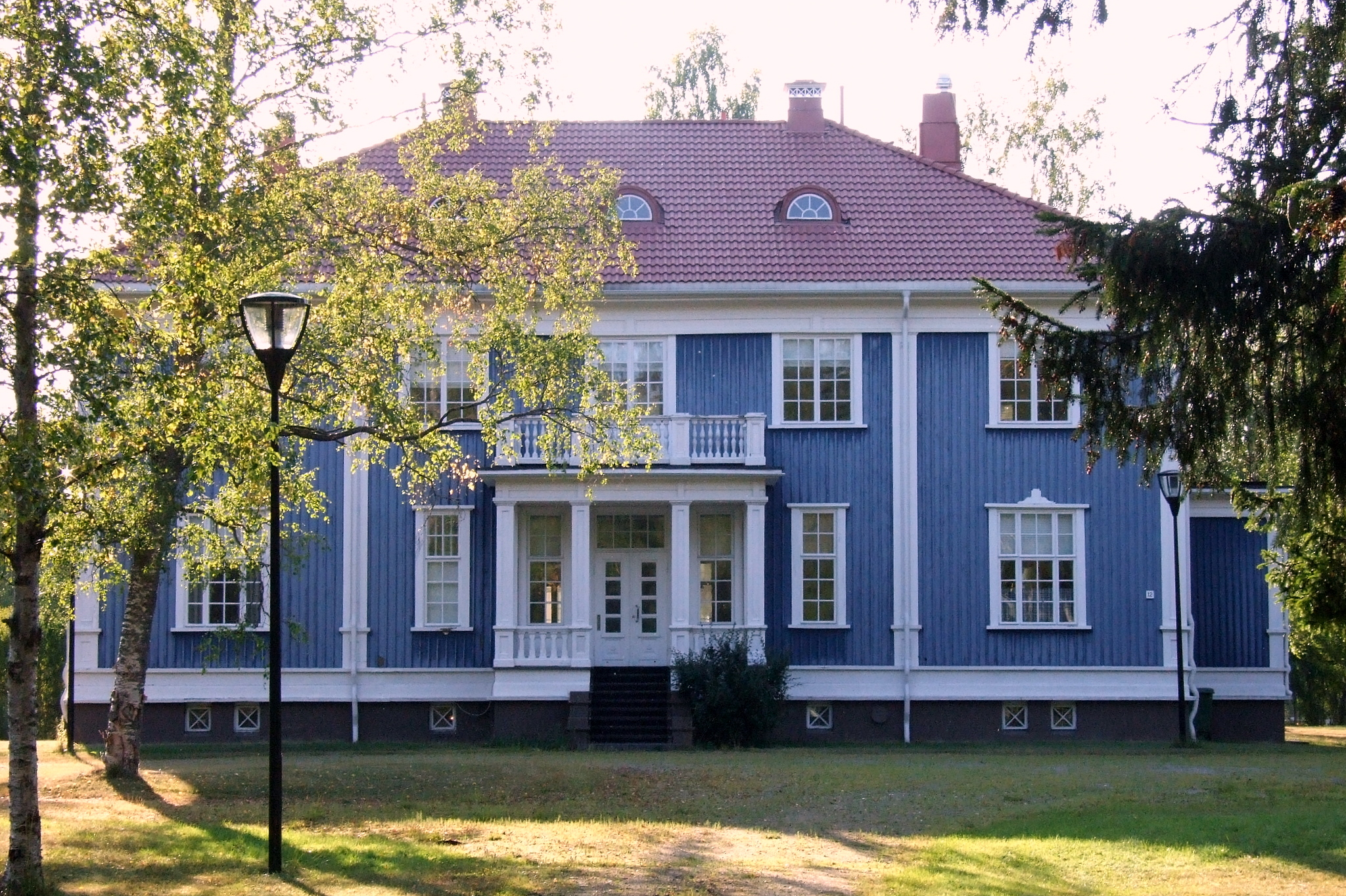
Habitation de direction de la société Kemi.
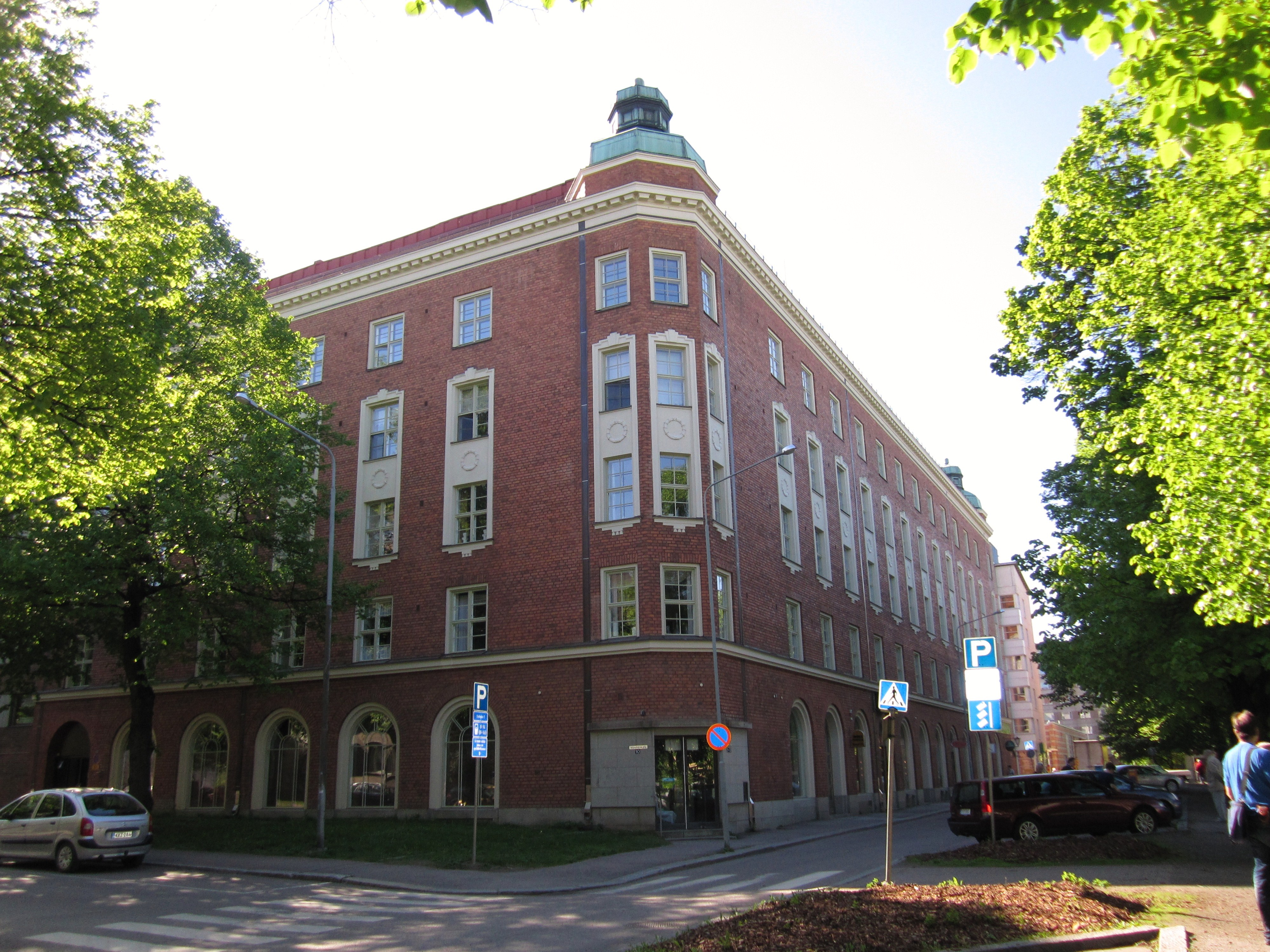
Pikilinna.
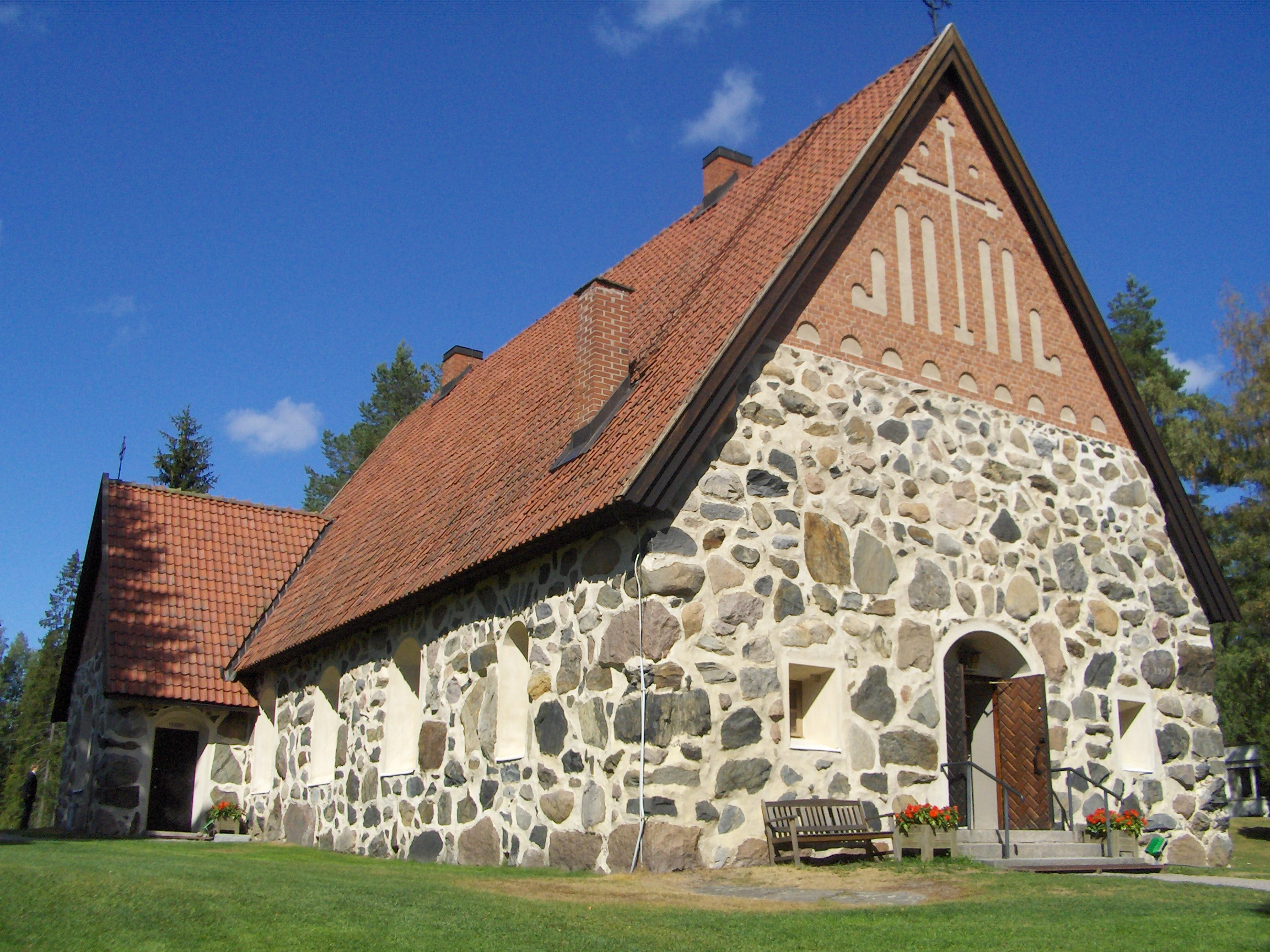
Église d'Aitolahti

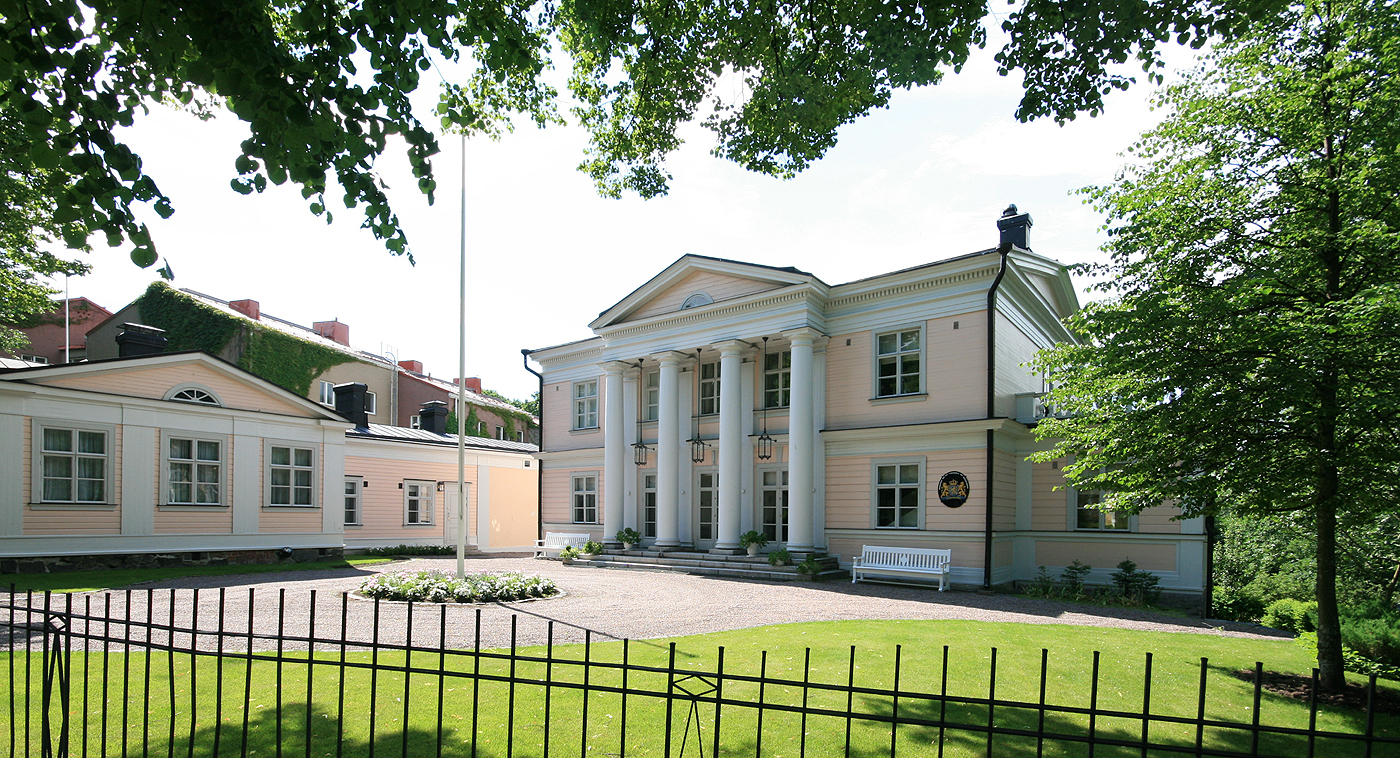
Villa Kleineh
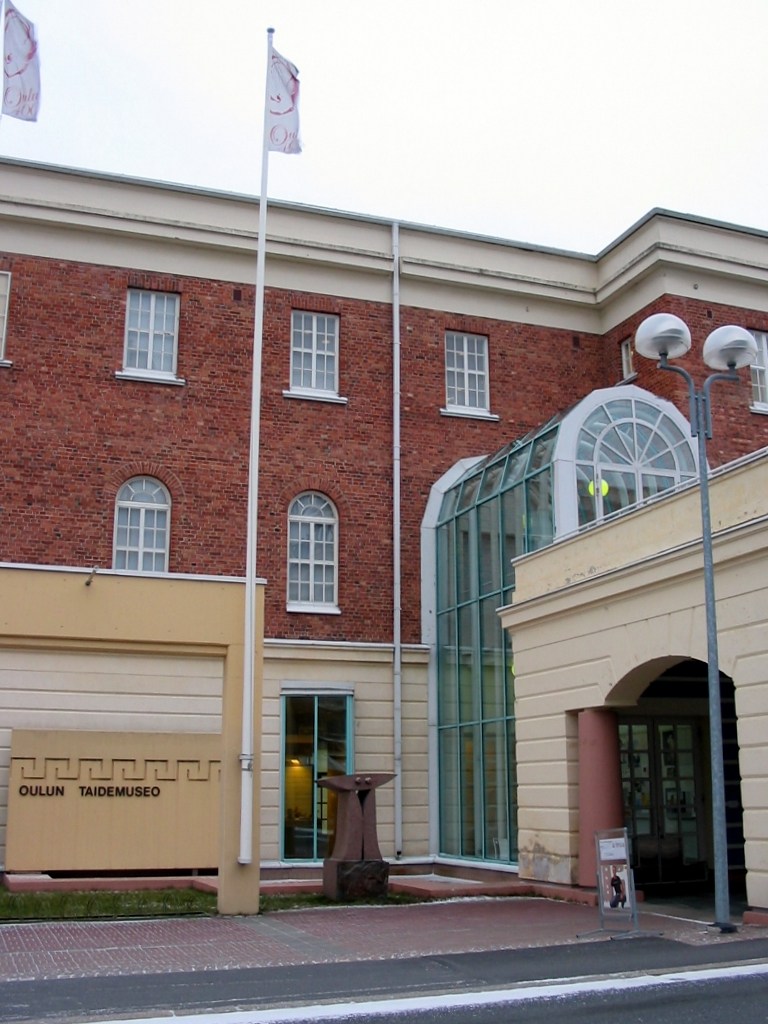
Musée d'art d'Oulu.
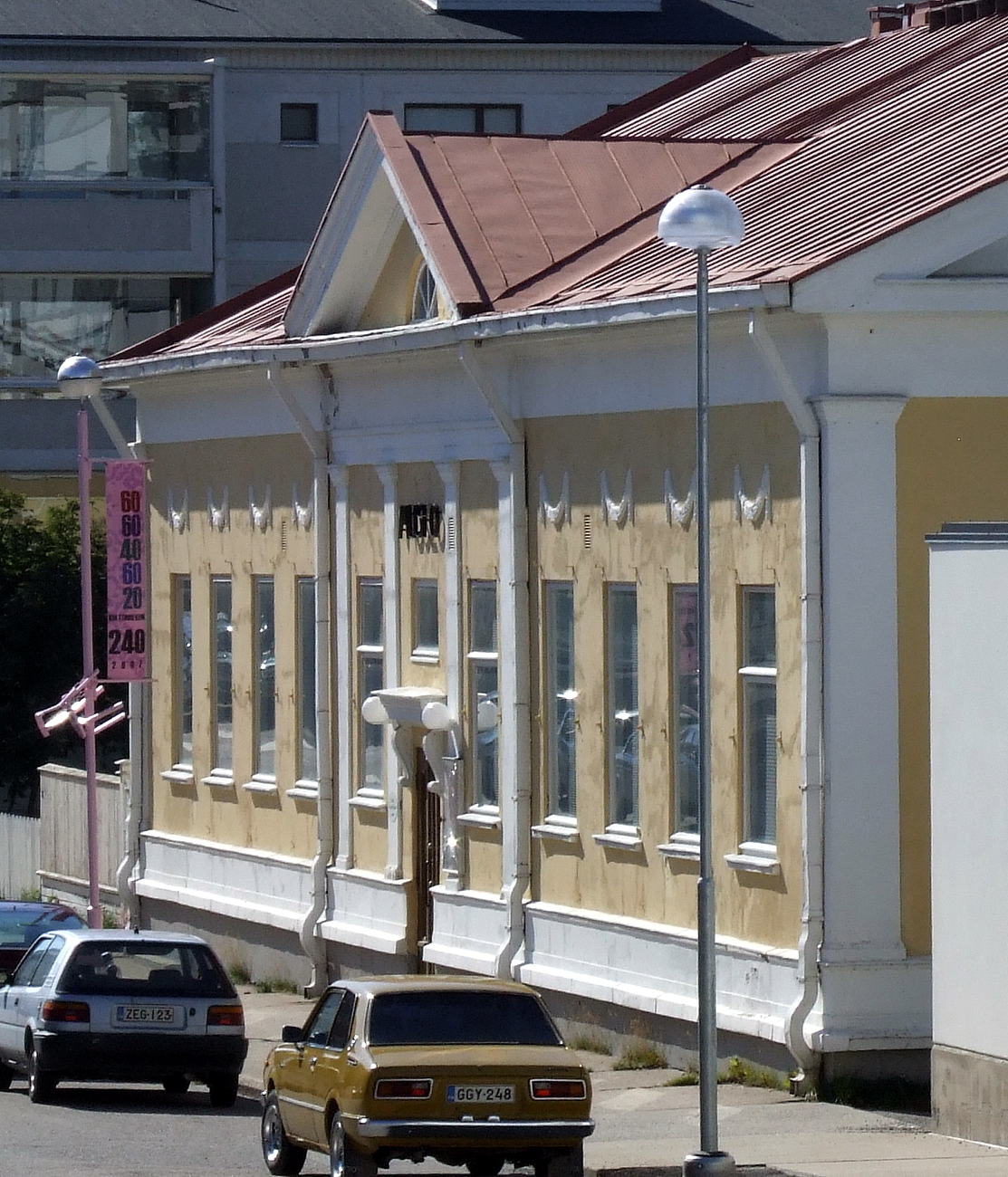
Musée historique de Kemi.
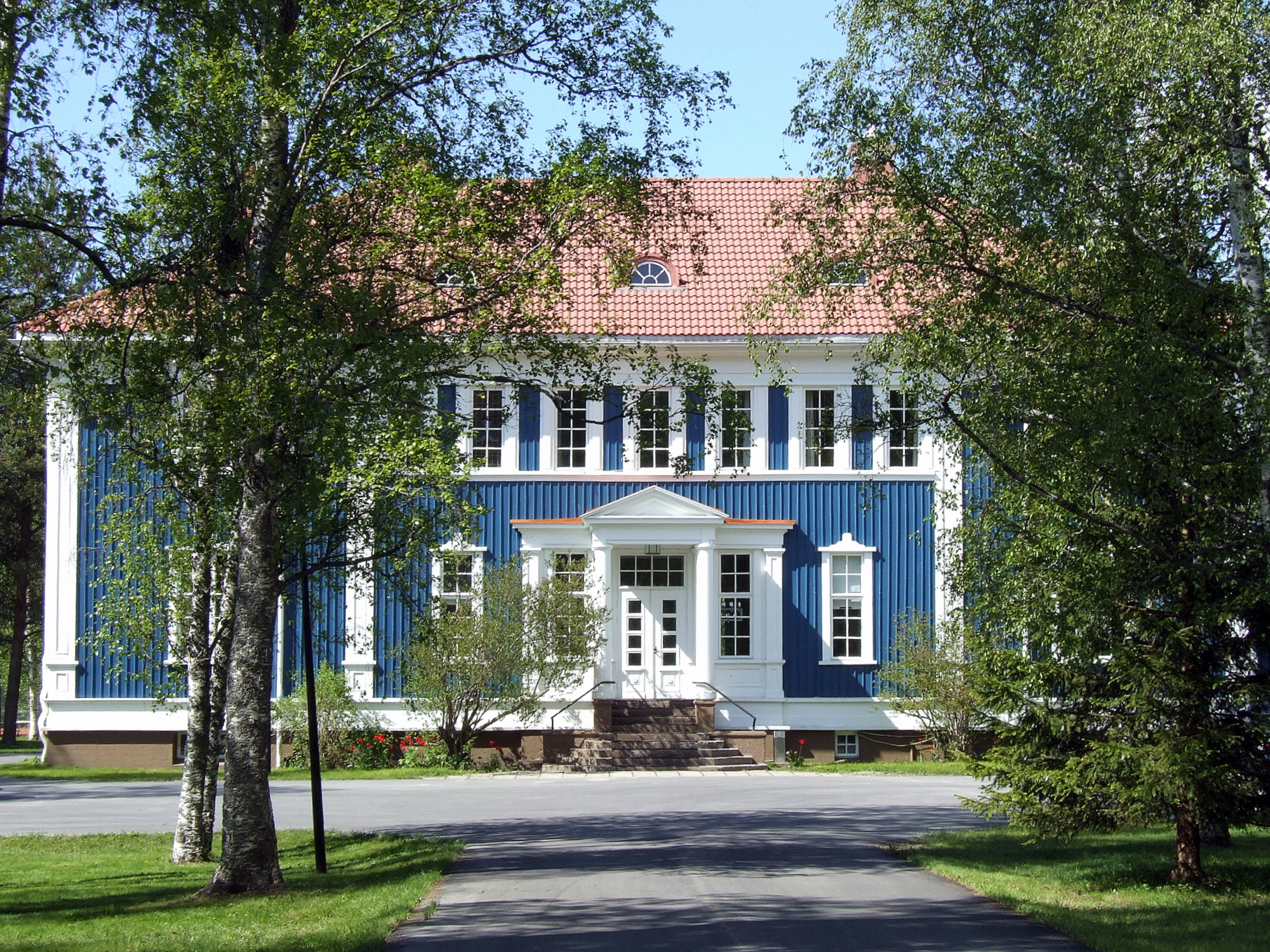
Club des officiers de Karihaara à Kemi.

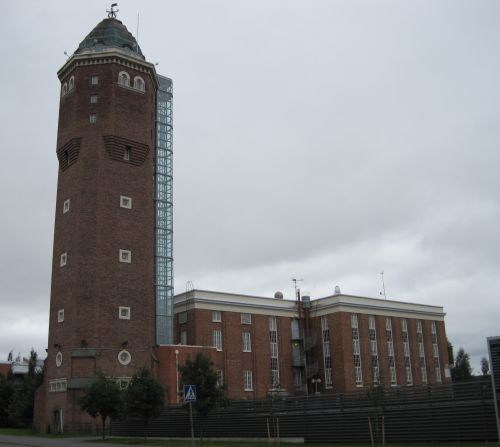
Tietomaa, Oulu
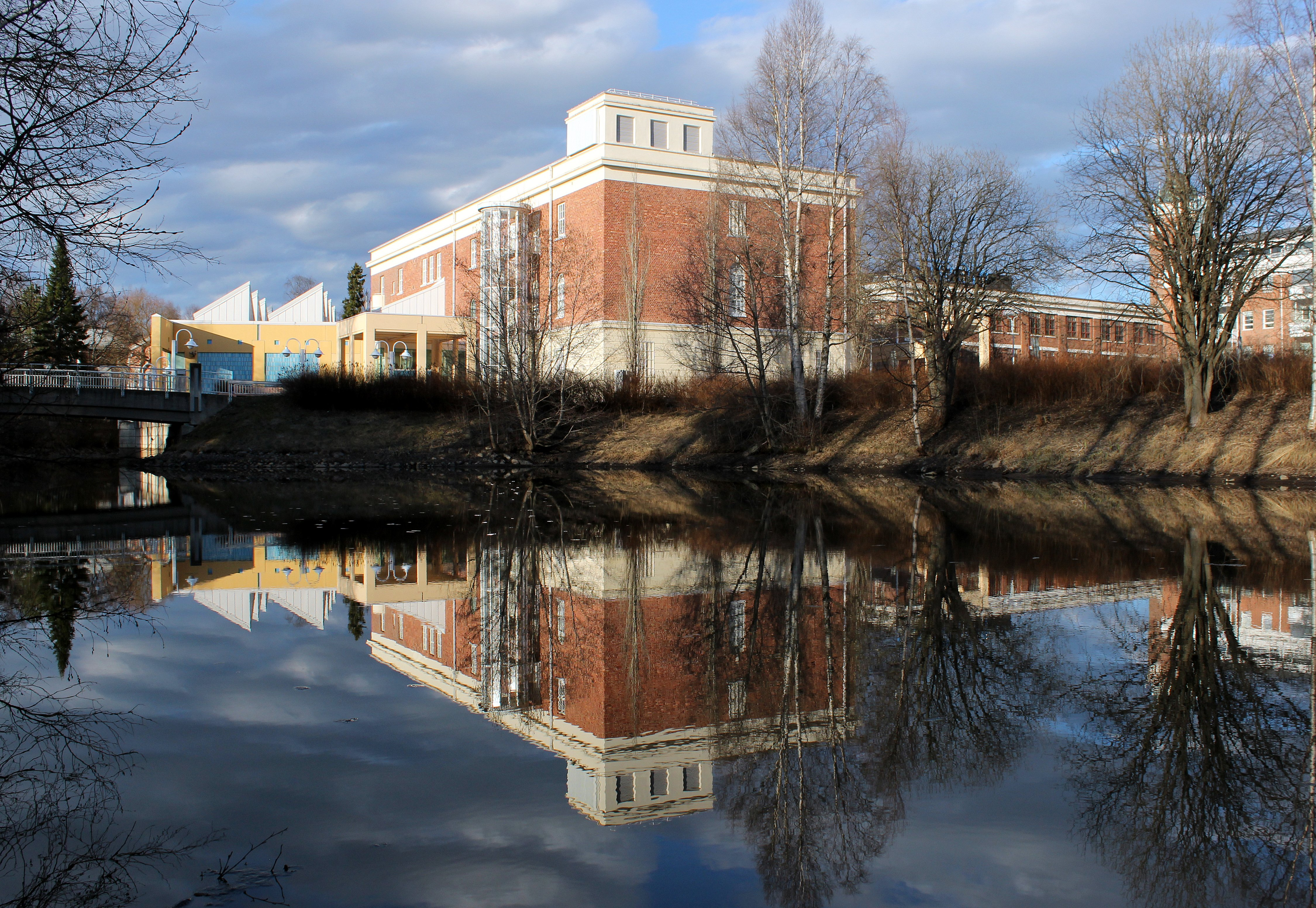
Musée d'art d'Oulu
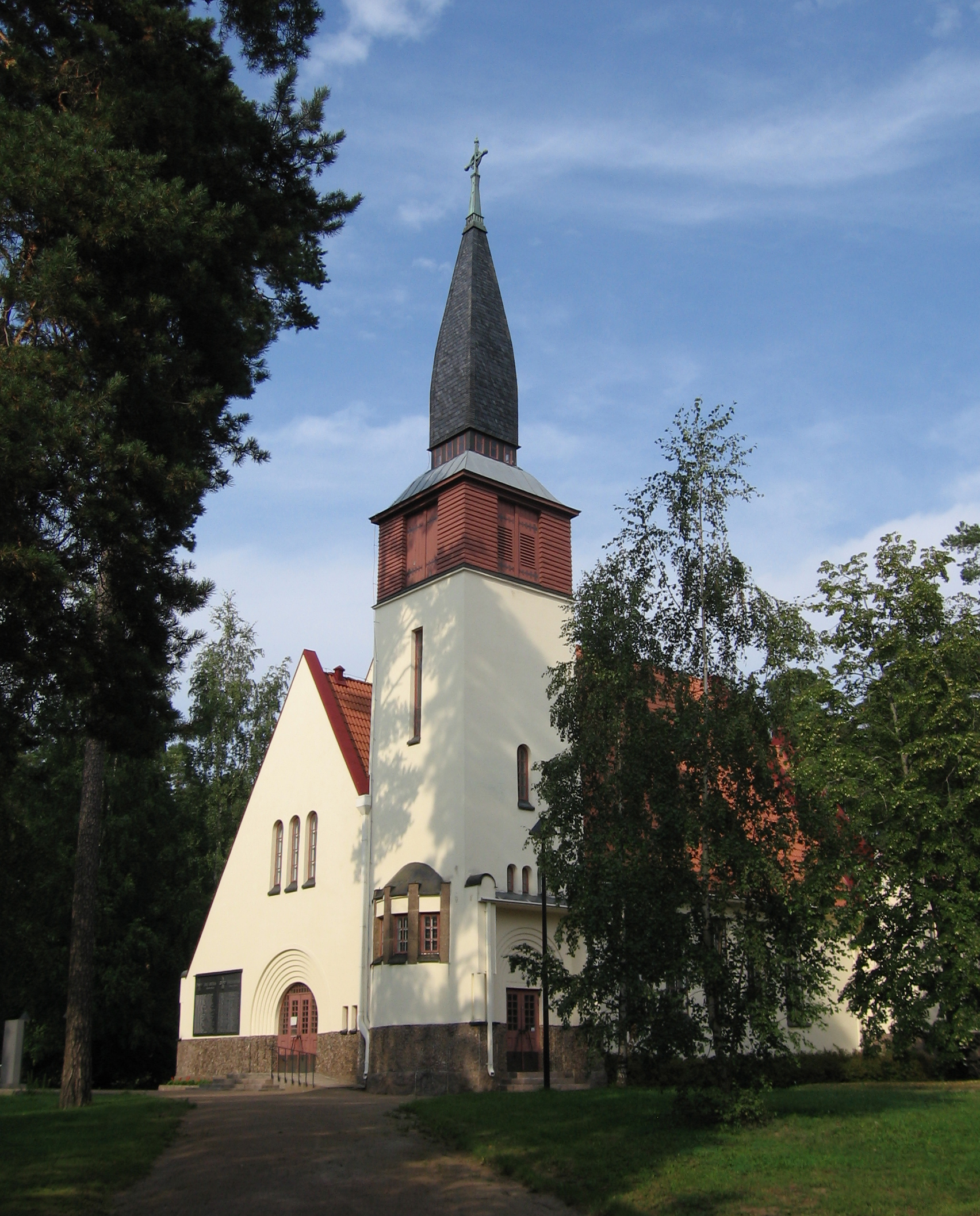
Église d'usine d'Inkeroinen
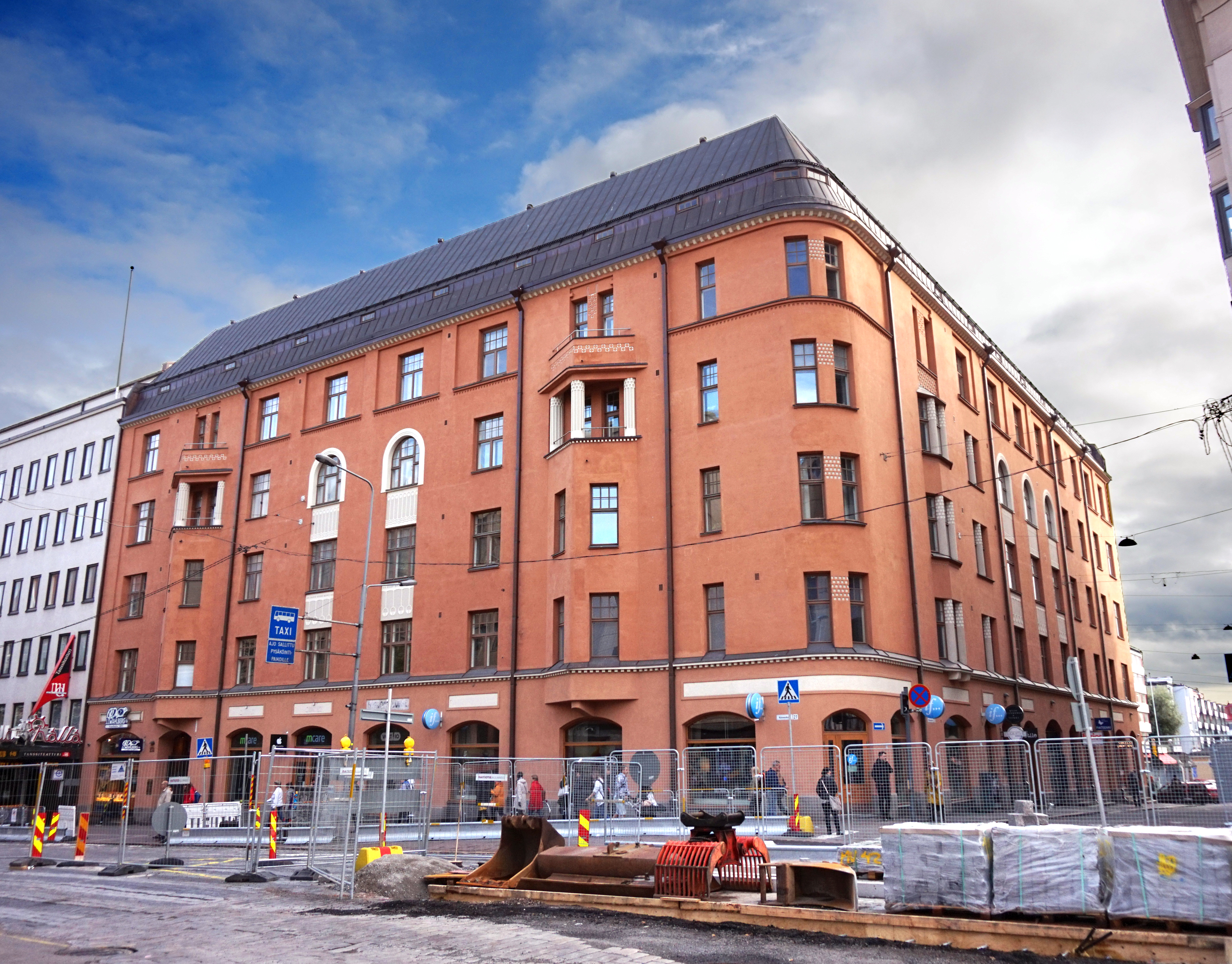
Maison des dix hommes